# سستو ال رگنا
سستو ال رگنا (به ایتالیایی: Sesto al Reghena) یک کومونه در ایتالیا است که در استان پوردنونه واقع شده‌است. سستو ال رگنا ۴۰٫۵ کیلومتر مربع مساحت و ۶٬۳۹۳ نفر جمعیت دارد و ۱۳ متر بالاتر از سطح دریا واقع شده‌است.